# Lethargie
Als Lethargie (altgriechisch ληθαργία lethargía) wird in der medizinischen Fachsprache eine Form der Bewusstseinsstörung bezeichnet, die mit Schläfrigkeit und einer Erhöhung der Reizschwelle und Verlangsamung einhergeht. Der Begriff wird auch für Antriebs-, Lust- und Interesselosigkeit verwendet zum Beispiel bei Depression oder Drogenmissbrauch.

## Vorkommen
Eine Lethargie kann aufgrund verschiedener Auslöser auftreten bzw. Symptom einer Erkrankung sein.
- Kürzere Episode bis zu 14 Tagen bei Überforderung, Enttäuschung oder in einer Krise
- längere Anhalten kann auf eine seelische Krankheit oder Verhaltensstörung hinweisen
- bei Depressionen
- bei Drogenmissbrauch
- bei Schlafentzug, Atemproblemen beim Schlafen (Schlafapnoe-Syndrom oder Parasomnie)
- bei Narkolepsie und anderen Formen einer Hypersomnie
- bei Alkoholismus
- bei Herzrhythmusstörungen
- bei ausgeprägter Anämie
- sedierende Medikamente können zur Lethargie führen
- organische Ursachen:
  - nach einem Schädel-Hirn-Trauma
  - bei Hirndruck
  - bei entzündlichen Hirnerkrankungen wie Europäische Schlafkrankheit oder Encephalitis lethargica.

## Therapie
Medizinisch behandelt werden kann sie durch Psychostimulanzien wie zum Beispiel Pyrovaleron. In erster Linie muss die zugrundeliegende Ursache behandelt werden.

## Geschichte
Die Symptombeschreibungen der mit Fieber und starkem Schlafbedürfnis verbundenen Lethargie, erwähnt etwa bei Rufus von Ephesos, waren in antiken Quellen unterschiedlich. Im Mittelalter wurde die Lethargia auch als apostema frigidum posterioris partis cerebri beschrieben.

## Metonymie
Der Begriff wird oft auch im übertragenen Sinne verwendet, um eine durch unangenehme oder tragische Ereignisse erzeugte Teilnahmslosigkeit und Unwilligkeit bzw. Unfähigkeit zu Veränderungen auszudrücken.
Auch Situationen können von einer Lethargie beherrscht sein, wenn Untätigkeit und extreme Zurückhaltung vorherrschen. Sozial induzierte Lethargie in unterdrückerischen Verhältnissen versuchte u. a. der brasilianische Pädagoge Paulo Freire aufzubrechen.

## In der Kernphysik
Der Begriff "Lethargie" wird bei der Berechnung der Neutronenbremsung als mathematische Größe verwendet.